# باراربونگا
باراربونگا (به لاتین: Bárðarbunga) , یک آتشفشان چینه‌ای است که در زیر واختنایوکوت در پارک ملی Vatnajökull واقع شده‌است که گسترده‌ترین یخچال طبیعی و دومین کوه بلند ایسلند با ارتفاع ۲٬۰۰۹ متر (۶٬۵۹۱ فوت) از سطح دریا، باراربونگا همچنین بخشی از یک سیستم آتشفشانی است که تقریباً ۲۰۰ کیلومتر (۱۲۰ مایل) طول و ۲۵ کیلومتر (۱۶ مایل) پهن دارد.